# Martin Weinfurt
Martin Weinfurt (25. listopadu 1832 Borovy – 30. března 1890 Praha) byl český učitel, spisovatel a redaktor. Sedmnáct let řídil dívčí školu u sv. Tomáše v Praze. Účastnil se odborných porad, přispíval do pedagogických časopisů. S Františkem Antonínem Zemanem redigoval časopis Budečská zahrada a almanach pro mládež Kytice. S Kristiánem Urlichem sestavil zpěvník a sborník textů k recitaci.

## Život
Narodil se 25. listopadu 1832 v obci Borovy u Přeštic. Navštěvoval obecnou školu v Břeskovicích (dnes Vřeskovice), normální školu v Klatovech a českou reálku v Praze. Roku 1851 byl přijat do českého učitelského ústavu v Praze, kde získal vysvědčení pro hlavní školy.
V listopadu 1853 získal zaměstnání jako podučitel ve středočeské obci Ořech. Roku 1861 se na vlastní žádost přestěhoval do Prahy, která mimo jiné díky organizátorskému úsilí Fr. J. Řezáče nabízela příležitosti k dalšímu vzdělávání. První rok působil na budečské vzorné škole, v následujících letech pak (stále jako podučitel) u Panny Marie Vítězné. V roce 1868 se stal učitelem. Od roku 1873 do konce života vedl dívčí školu u sv. Tomáše, nejprve s titulem „řídící“, později „ředitel“.
Byl veřejně činný a velmi oblíbený. V 60. letech se účastnil učitelských porad a byl členem komise pro učební pomůcky. Zastával čestné funkce v malostranské besedě, záložně a v učitelských spolcích. V poslední době byl také starostou Budče pražské, místopředsedou spolku pro podporu vdov a sirotků po učitelích a pokladníkem Ústřední matice školské.
Zemřel 30. března 1890 na tuberkulózu. Pohřben byl 1. dubna na Olšanských hřbitovech za velké účasti žáků, učitelů a dalších občanů.

## Dílo
Weinfurt přispíval do pedagogických časopisů. Byl členem redakční rady Národní školy a Posla z Budče.
S Františkem Antonínem Zemanem redigoval almanach pro mládež Kytice a pořádal edice Nová knihovna pro mládež a Budečská zahrada.
Společně s Kristiánem Urlichem byl spoluautorem knih:
- Zpěvník pro mládež českoslovanskou (1866 s reedicemi)
- Přednášenky, sbírka deklamací pro mládež obojího pohlaví od 6.–10. roku (1867)
- Deklamovánky, čili, Sbírka básniček ku přednášení pro menší dítky obojího pohlaví (1873 a 1876)